# Things Fall Apart (album)
Pour les articles homonymes, voir Things Fall Apart.
Albums de The Roots
Illadelph Halflife
(1996) Phrenology
(2002)
Singles
1. Adrenaline
Sortie : 1998
2. You Got Me
Sortie : 22 janvier 1999

Things Fall Apart est le quatrième album studio des Roots, sorti le 23 février 1999.
L'album, qui s'est classé 2e au Top R&B/Hip-Hop Albums et 4e au Billboard 200, comprend, entre autres, The Next Movement dont le clip est réputé pour son originalité.
En France, l'album s'est classé à la 41e place du Top 200.

## Pochette
Pour une période limitée, Things Fall Apart a été disponible avec cinq pochettes différentes. Les photos utilisées représentaient des images négatives de la société des années passées : la famine (photo d'un enfant durant la guerre civile somalienne), la violence (photo du cadavre de Joe Masseria, parrain de la mafia new yorkaise dans les années 30 et d'une église détruite par un incendie), la peur (photo d'un bébé pleurant au milieu des décombres de la gare de Shanghai pendant la guerre sino-japonaise de 1937-1945) et la discrimination (photo de deux adolescents noirs poursuivis par la police lors du mouvement afro-américain des droits civiques). En 2005, cette dernière pochette a été incluse dans le livre The Greatest Album Covers of All Time de Barry Miles, Grant Scott et Johnny Morgan.

## Liste des titres
| No  | Titre                                                          | Contient un (des) sample(s) de | Durée |
| --- | -------------------------------------------------------------- | --- | ----- |
| 1.  | Act Won (Things Fall Apart)                                    | Extraits du film Mo' Better Blues | 0:55  |
| 2.  | Table of Contents (Parts 1 & 2)                                | Funky Nassau de The Beginning of the End | 3:37  |
| 3.  | The Next Movement (featuring DJ Jazzy Jeff et Jazzyfatnastees) | Funky Drummer de James Brown Buffalo Gals de Malcolm McLaren Get Up (I Feel Like Being a) Sex Machine de James Brown Jimbrowsk des Jungle Brothers The Symphony de Marley Marl et Big Daddy Kane featuring Masta Ace, Craig G et Kool G Rap Public Enemy No. 1 de Public Enemy | 4:10  |
| 4.  | Step Into the Realm                                            | | 2:50  |
| 5.  | The Spark                                                      | | 3:52  |
| 6.  | Dynamite!                                                      | Indiana de Zoot Sims et Bucky Pizzarelli featuring Buddy Rich | 4:46  |
| 7.  | Without a Doubt (featuring Lady B)                             | Saturday Night de Schoolly D | 4:13  |
| 8.  | Ain't Sayin' Nothin' New (featuring Dice Raw)                  | Moshitup de Just-Ice featuring KRS-One | 4:34  |
| 9.  | Double Trouble (featuring Mos Def)                             | Superappin' de Grandmaster Flash & the Furious Five Planet Rock d'Afrika Bambaataa et Soul Sonic Force Stoop Rap de Double Trouble Here We Go (Live at the Funhouse) de Run–D.M.C. It's My Thing d'EPMD                                                                        | 5:50  |
| 10. | Act Too (The Love of My Life) (featuring Common)               | | 4:55  |
| 11. | 100% Dundee                                                    | | 3:54  |
| 12. | Diedre vs. Dice (featuring Dice Raw)                           | | 0:47  |
| 13. | Adrenaline! (featuring Dice Raw et Beanie Sigel)               | | 4:27  |
| 14. | 3rd Acts: ? vs. Scratch 2... Electric Boogaloo                 | | 0:52  |
| 15. | You Got Me (featuring Erykah Badu et Eve)                      | | 4:19  |
| 16. | Don't See Us (featuring Dice Raw)                              | | 4:30  |
| 17. | The Return to Innocence Lost (featuring Ursula Rucker)         | | 11:55 |
| 18. | Act Fore (The End?) (morceau caché)                            | | 0:05  |

## Classements
| Classement (1999)             | Meilleure position |
| ----------------------------- | ------------------ |
| États-Unis (Billboard 200)    | 4                  |
| France (SNEP)                 | 41                 |
| Pays-Bas (Mega Album Top 100) | 92                 |
| Suisse (Schweizer Hitparade)  | 40                 |